# Zethus fritzi
Zethus fritzi är en stekelart som beskrevs av Stange 1978. Zethus fritzi ingår i släktet Zethus och familjen Eumenidae. Inga underarter finns listade i Catalogue of Life.